# Tucker's Witch
Tucker's Witch, conocida en castellano bajo el título de Toque mágico, es una serie de televisión estadounidense transmitida por la cadena CBS de forma irregular entre el 6 de octubre de 1982 al 10 de noviembre de ese año y, luego, entre el 31 de marzo y el 9 de junio de 1983. Esta serie, la cual duró en total una sola temporada, fue producida por Hill / Mandelker Films y sus protagonistas eran Tim Matheson y Catherine Hicks.

## Sinopsis
Rick y Amanda Tucker son un matrimonio de detectives que vive en Laurel Canyon, Los Ángeles junto con Ellen, la despistada madre de Amanda, y Dickens, el hermoso gato siamés de la pareja; quienes son testigos de cómo los investigadores resuelven diversos casos con la ayuda de un ingrediente especial, aunque errático: los poderes psíquicos de Amanda que, en ocasiones, terminan involucrando a los Tucker en más de un aprieto involuntario.

## Elenco regular
- Tim Matheson ... Rick Tucker
- Catherine Hicks ... Amanda Tucker
- Bill Morey ... Teniente Sean Fisk
- Alfre Woodard ... Marcia Fulbright, la secretaria de Rick y Amanda
- Barbara Barrie ... Ellen Hobbes, madre de Amanda
- Duncan Ross ... Stucky, encargado de la morgue

## Producción
Esta serie, original de William Bast -quien también participó como escritor en míticas series como Perry Mason, The Mod Squad, Hawaii 5-0 y Alfred Hitchcock Presents- y Paul Huson -un libretista británico también conocido por sus libros sobre ocultismo y esoterismo- fue la primera que realizó la compañía Hill / Mandelker Films (una productora creada en 1981 por los exejecutivos de la ABC y Warner Bros. Leonard Hill y Philip Mandelker, respectivamente) quien, hasta entonces, sólo había incursionado en el área de películas para televisión.
A comienzos de 1982 Bast y Huson enviaron a la CBS el guion titulado The Good Witch of Laurel Canyon sobre una mujer con poderes paranormales que trabaja como detective junto a su esposo. A los ejecutivos de la cadena les gustó la idea y, para abril de ese año, encargaron la realización de un capítulo piloto cuyos protagonistas fueron dos atractivos pero relativamente desconocidos actores llamados Kim Cattrall y Art Hindle y, si bien este capítulo también fue del agrado de los ejecutivos, éstos no lograron ponerse de acuerdo con respecto al elenco protagónico y, en consecuencia, decidieron contratar a Catherine Hicks (quien fue nominada a un Emmy en 1980 por su papel de Marilyn Monroe en la película para televisión Marilyn: The Untold Story) y el veterano actor Tim Matheson (quien protagonizó diversas series como The Virginian y películas como la muy exitosa National Lampoon's Animal House) para los papeles principales y el capítulo piloto volvió a ser filmado.
Tucker's Witch se estrenó el miércoles 6 de octubre de 1982 a las 10:00 p. m., pero tuvo que enfrentarse primero con la Serie Mundial de béisbol y, luego, a soap opera nocturna Dinastía en la ABC (la cual terminaría por convertirse en un auténtico fenómeno televisivo a nivel mundial) y la serie de NBC Quincy, M.E. (protagonizada por Jack Klugman) y, en consecuencia, Tucker's Witch fue retirada de antena un mes más tarde cuando ya se habían estrenado los 6 primeros capítulos. Sin embargo con la esperanza de obtener mejores ratings regresó el jueves 31 de marzo de 1983 a la misma hora, pero igualmente no logró cautivar a la audiencia y fue cancelada definitivamente tras el estreno del último capítulo de la temporada, ocurrido el 9 de junio de ese mismo año.

## Listado de episodios
| Título original                    | Título en castellano           | Fecha de estreno        | Elenco |
| ---------------------------------- | ------------------------------ | ----------------------- | --- |
| The Good Witch of Laurel Canyon    |                                | 6 de octubre de 1982    | Ted Danson, Christopher Pennock, Rosanna Huffman, Alexa Hamilton, Wendy Wolfe, Tanya Fenmore, Sharon McCreedy, Jean Sanders, Christopher Tenney, Tamar Cooper, Pamela Matteson.               |
| Big Mouth                          |                                | 13 de octubre de 1982   | Elizabeth Wilson, Murray Matheson, Tige Andrews, Dean Santoro, Paul Regina, Sherry Hursey, Nancy Bleier, Liz Sheridan, Biff Manard, Ray Oliver, Fred Wright, Sandy Weintraub.                 |
| The Corpse Who Knew Too Much       | El cadáver que sabía demasiado | 20 de octubre de 1982   | Lawrence Pressman, Dorothy Fielding, Rod Colbin, Bruce Kirby, Sam Weisman, Lillian Adams, Patricia Gaul, Blake Clark.                                                                         |
| The Curse of the Toltec Death Mask |                                | 27 de octubre de 1982   | David Spielberg, Marj Dusay, Freddie Roberto, Terence Marinan, Gerry Gibson, Alfred Dennis, Rick Fitts, Lila Teigh, Ralph Mauro, Kurt Smildsin, Claudio Martínez.                             |
| Terminal Case                      |                                | 3 de noviembre de 1982  | Kenneth Mars, Nancy Cartwright, J. P. Bumstead, Jason Bernard, George Dickerson, Drew Snyder, Bert Remsen, Linda Hoy, William Edward Phipps, David Carlile, Andrew Lederer.                   |
| Abra Cadaver                       | Abra cadáver                   | 10 de noviembre de 1982 | Charles Cioffi, Sonia Peterson, Steven Peterman, James Staszkiel, Kevyn Major Howard, Judd Omen, David Oliver, Nora Denney, Jack Griffin, Steve Bonino, Patti Jerome.                         |
| Dye Job                            |                                | 31 de marzo de 1983     | Joe Penny, Robyn Millan, James Karen, Eugene Butler, Ian Abercrombie, Kim Terry, Deborah White, Steve Alterman, Andra Millian, Cheri Maugans, Catherine Gilmour, Carol Bromley, Jack Griffin. |
| Psych-Out                          |                                | 7 de abril de 1983      | Paul Hecht, Charles Parks, Zitto Kazann, Julian Fellowes, Garry Goodrow, James Dybas, Deborah Tranelli, Brian Wood, Robert Hanley, Jack Griffin, Steve Bonino, Patti Jerome.                  |
| Rock Is a Hard Place               |                                | 14 de abril de 1983     | Ted Neeley, Terry Kiser, Philip Brown, Donald Hotton, Helena Carroll, Lynn Herring, Arthur Eisner, Joby Baker, Alan Feinstein.                                                                |
| Formula for Revenge                |                                | 28 de abril de 1983     | Rita Gam, Jordan Charney, Liz Torres, Aarika Wells, Terry McGovern, Estelle Omens, Tracy Scoggins, Billy Beck, Gregg Henry.                                                                   |
| Living and Presumed Dead           |                                | 5 de mayo de 1983       | Simon Oakland, Julie Cobb, Doran Clark, Jack Kruschen, Steven Anderson, Lillian Adams, Luke Andreas, Toni Sawyer, Robert Hogan.                                                               |
| Murder Is the Key                  |                                | 9 de junio de 1983      | Barry Corbin, William Lanteau, Rita Taggart, Noble Willingham, Justin Lord, Robert Pastorelli, Joan Kjar, Sam Gilman, John Laughlin.                                                          |